# Convenció Internacional sobre l'Eliminació de totes les Formes de Discriminació Racial

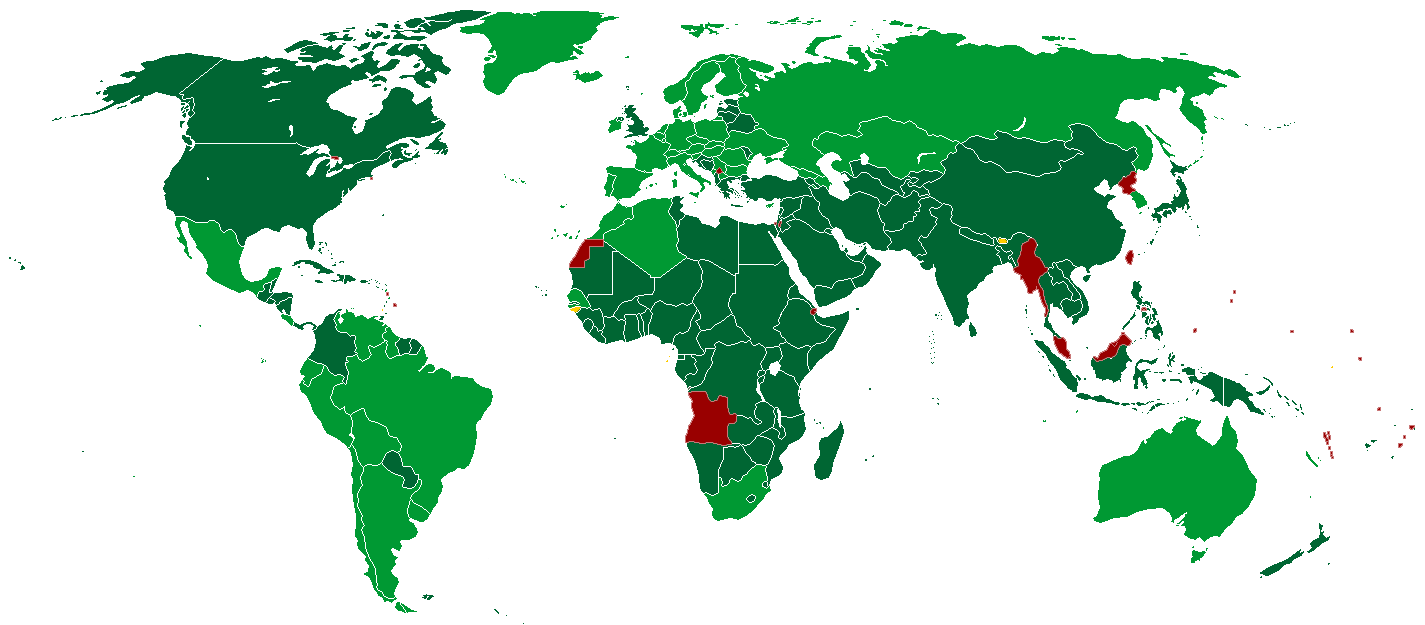
Han ratificat la Convenció Internacional sobre l'Eliminació de totes les Formes de Discriminació Racial i reconeixen la competència del Comitè per tractar queixes individuals.
Han ratificat la Convenció, però no accepten la competència del Comitè per a queixes individuals.
Signat però no ratificat.
Ni signat, ni ratificat.

La Convenció Internacional sobre l'Eliminació de totes les Formes de Discriminació Racial és un dels principals tractats internacionals en matèria de drets humans. Va ser adoptada per l'Assemblea General de les Nacions Unides el 21 de desembre de 1965, i va entrar en vigor el 4 de gener de 1969, després d'aconseguit el nombre de ratificacions necessari. La mateixa no ha de ser confosa amb la Declaració sobre l'eliminació de totes les formes de discriminació racial, proclamada en 1963, que va constituir un dels antecedents de la Convenció.
La prohibició de la discriminació racial és considerada una norma ius cogens per tractadistes de dret internacional i la pròpia Comissió de Dret Internacional. També s'entenen que la prohibició a la discriminació es tradueix en obligacions erga omnes; així que tots els Estats tenen un legítim interès de protecció i les obligacions són cap a la comunitat en el seu conjunt.

## La Convenció
Va ser adoptada per l'Assemblea General el 21 de desembre de 1965 i durant la seva Catorzena Reunió celebrada a Nova York el 15 de gener de 1992, van esmenar l'article 8.
El text està dividit en tres apartats: la primera conté, en els primers set articles, les obligacions dels Estats i el dret humà a no patir discriminació; la segona estableix els mecanismes de compliment de la Convenció, que comprèn dels articles 8 a 16 (als quals caldria sumar l'article 22), i la tercera assenyala les disposicions generals sobre ratificacions, la seva entrada en vigor, esmenes i autenticitat de textos (articles 17 a 25).
L'acord està redactat sobre la base de la Declaració sobre l'Eliminació de totes les Formes de Discriminació Racial proclamada en 1963, per la qual cosa el seu contingut és similar.
En el Preàmbul —tal com es fa en la Declaració— s'afirma que “tota doctrina de superioritat basada en la diferenciació racial és científicament falsa, moralment condemnable i socialment injusta i perillosa, i que res en la teoria o en la pràctica permet justificar, enlloc, la discriminació racial” i és contra colonialisme amb citació de Resolució 1514 de l'Assemblea General de les Nacions Unides.
En el seu primer article la Convenció defineix el concepte de "discriminació racial" adoptant un criteri ampli que aconsegueix diferents modalitats de discriminació, distinció, restriccions o preferències, ja sigui per motiu de "raça, color, llinatge o origen nacional o ètnic". No obstant això el tractat es cuida d'aclarir que el mateix no pot ser utilitzat de cap manera per a afectar les normes internes dels estats en matèria de ciutadania i immigració, en tant no s'estableixin discriminacions en contra de certes nacionalitats. Finalment la convenció aclareix que no es troba prohibit per la mateixa prendre mesures de discriminació positiva.
Per als Estats, d'acord amb els articles 2, 4, 5 i 7 s'estableixen les següents responsabilitats:
- No incórrer o practicar discriminació racial contra individus, grups de persones o institucions, i assegurar que les autoritats compleixin aquesta obligació.
- No fomentar, defensar o donar suport a la discriminació racial contra persones o organitzacions
- Revisar les polítiques públiques per a ajustar les lleis i reglaments que poguessin crear o perpetuar la discriminació racial.
- Prohibir i fer cessar la discriminació racial practicada per persones, grups o organitzacions.
- Estimular organitzacions i moviments multiracials integracionistes, i descoratjar la divisió racial.
- Declarar com a acte punible conforme a la llei tota difusió d'idees basades en la superioritat o en l'odi racial, tota incitació a la discriminació racial, així com tot acte de violència o tota incitació a cometre tals actes contra qualsevol raça o grup de persones d'un altre color o origen ètnic, i tota assistència a les activitats racistes, inclosa el seu finançament.
- Declarar il·legals i prohibir les organitzacions i activitats de propaganda que promoguin la discriminació racial i incitin a ella condemnant-les com a delicte.
- No permetre que autoritats o institucions públiques promoguin la discriminació racial o incitin a ella.
- Garantir el dret a la igualtat de tractament en els tribunals i tots els altres òrgans que administren justícia.
- Garantir el dret a la seguretat personal i a la protecció de l'Estat contra tot acte de violència o atemptat contra la integritat personal comesa per funcionaris públics o per qualsevol individu, grup o institució.
- Garantir els drets polítics, així com els drets civils.
- Promoure la tolerància, en particular a través de l'educació.

## Mecanismes de compliment
La Convenció preveu mecanismes de compliment, alguns són de naturalesa administrativa i exclusius per als Estats, com la presentació d'informes, el procediment d'alerta primerenca i l'examen de denúncies entre els Estats; un altre, que és de naturalesa administrativa i de participació dels propis afectats, és l'examen de denúncia de particulars, i l'últim, que és de naturalesa judicial i interestatal, obliga a omplir certs requisits estrictes, com és l'accés a la Cort Internacional de Justícia.
Existeix un Comitè per a l'Eliminació de la Discriminació Racial, òrgan d'experts independents que supervisa l'aplicació de la pròpia Convenció pels Estats Parts. Regularment, es reuneix a Ginebra i celebra dos períodes de sessions amb una durada de tres setmanes cadascun. Està compost per “divuit experts de gran prestigi moral i reconeguda imparcialitat, triats pels Estats membres entre els seus ciutadans, els quals exerciran les seves funcions a títol personal”.
La declaració formulada per la UNESCO sobre racisme i prejudicis racials, conté tres punts fonamentals:
1. Tots els homes que viuen en el nostre temps pertanyen a la mateixa espècie i descendeixen del mateix tronc;
2. La divisió de l'espècie humana en “races” és convencional i no implica cap jerarquia en cap ordre;
3. En l'estat actual dels coneixements biològics, no podem atribuir les realitzacions culturals dels pobles a diferències de potencial genètic: aquestes s'expliquen totalment per la seva història cultural. Només cal invertir aquests termes per a obtenir una radiografia del racisme.